# Korpral

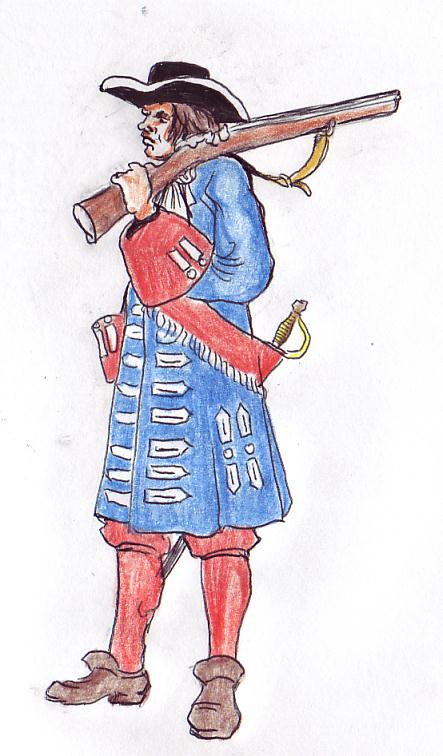
Fransk grenadjärkorpral 1672

Korpral (förkortning: krp) är en svensk militärgrad för kontraktsanställda gruppbefäl över vicekorpral och under furir, en finländsk värnpliktsgrad över soldat och under undersergeant och en manskapsgrad i Tysklands försvarsmakt över Oberstabsgefreiter och under Stabskorporal. 

## Sverige
Korpral är en gruppbefälsgrad enligt 2009 års befälsordning. Korpralsgraden (OR-4) motsvarar Corporal i USA (US Army och USMC) och Storbritannien (BA). 
Sedan 2015 bär korpralen agraff för gruppbefäl på fältmössa 90 samt i flottan broderat mössmärke på båtmössa m/48. 
För att kunna bli befordrad till korpral krävs att soldaten/sjömannen genomgått gruppbefälsutbildning med godkänt resultat. 

## Finland

Korpral (korpraali) är en militärgrad som används inom Finlands armé och flygvapnet. I Finland är korpral den högsta militärgraden bland manskapet och motsvarar OR-3 på Natos gradbeteckningsskala. Den finländska korpralens motsvarighet i Sverige är vicekorpral. Marinens motsvarighet i sjömanskapet är övermatros. Den lägre graden är soldat (eller motsvarande) och den övre är undersergeant, som är den finländska motsvarigheten för korpral (Nato-skala OR-4). Inom gränsbevakningsväsendet kallas motsvarande militärgrad för övergränsjägare.
Vanligtvis utnämns omkring 10 % av de värnpliktiga till korpraler i slutet av sin tjänstgöringstid. Dessa fungerar vanligtvis som vicegruppchefer eller i specialuppdrag, såsom chaufförer eller skrivare. Dessutom utnämns nästan alla underofficerselever till korpraler i något skede av sin utbildning. Även officerselever befordras till korpraler dagen innan man börjar sin utbildning.
En soldat som utfört sin repetitionsövning utmärkt kan även utnämnas till korpral i sluten av övningen (av övningschef), eller efter övningen (av militärlänens kommendör).

## Tyskland

### Bundeswehr
I Bundeswehr är Korporal en manskapsgrad över Oberstabsgefreiter och under Stabskorporal. På grund av att de tillhör manskapet kan Korporale inte ge order till någon enbart på grund av sin grad, på grundval av § 4 ("Vorgesetztenverordnung"). Liksom alla manskapsgrader får Korporale inte förklara sig som överordnade i enlighet med § 6 ("Vorgesetztenverordnung"), inte ens i nödsituationer.
Korporale tjänstgör till exempel som operatörer av vapensystem, mekaniker av avancerade system eller särskilt kvalificerade stabsassistenter. Korporale är ofta instruktörer eller gruppbefäl.
Soldater och reservister i manskapets karriärvägar kan utnämnas till Korporal sju år efter att de har tillträtt Bundeswehr.

## Gradbeteckningar

### Sverige

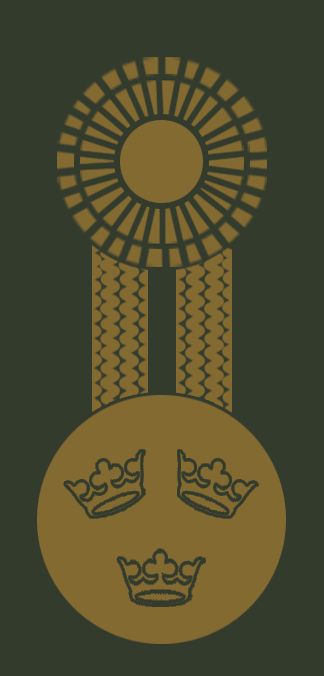
Armén (agraff på fältmössa)
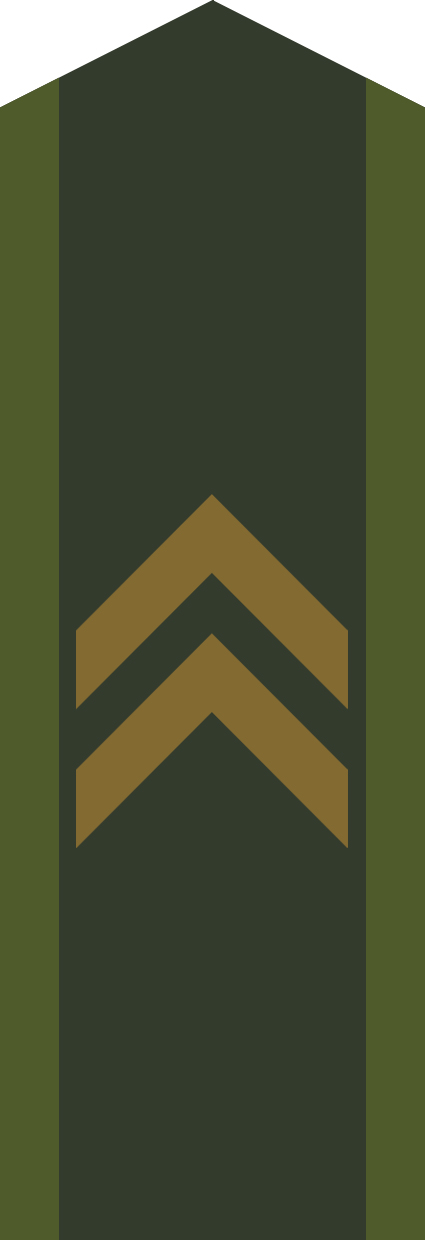
Armén (fältuniform)
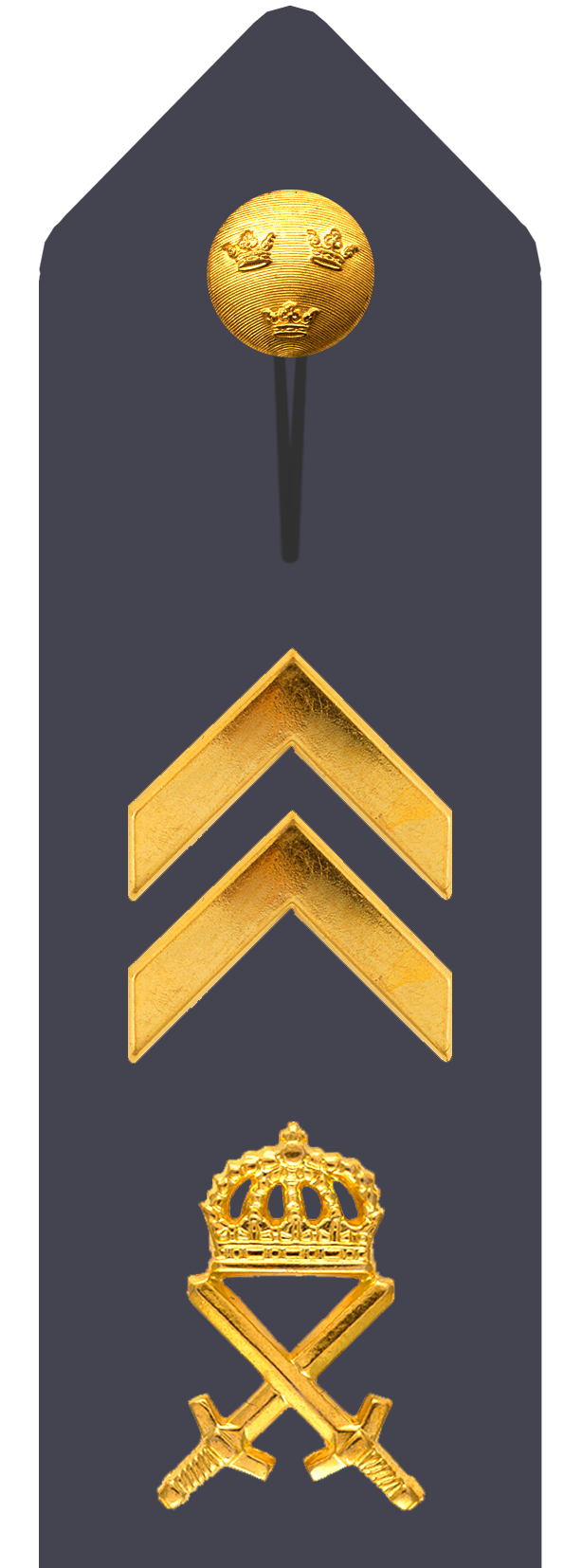
Armén (uniform m/87)
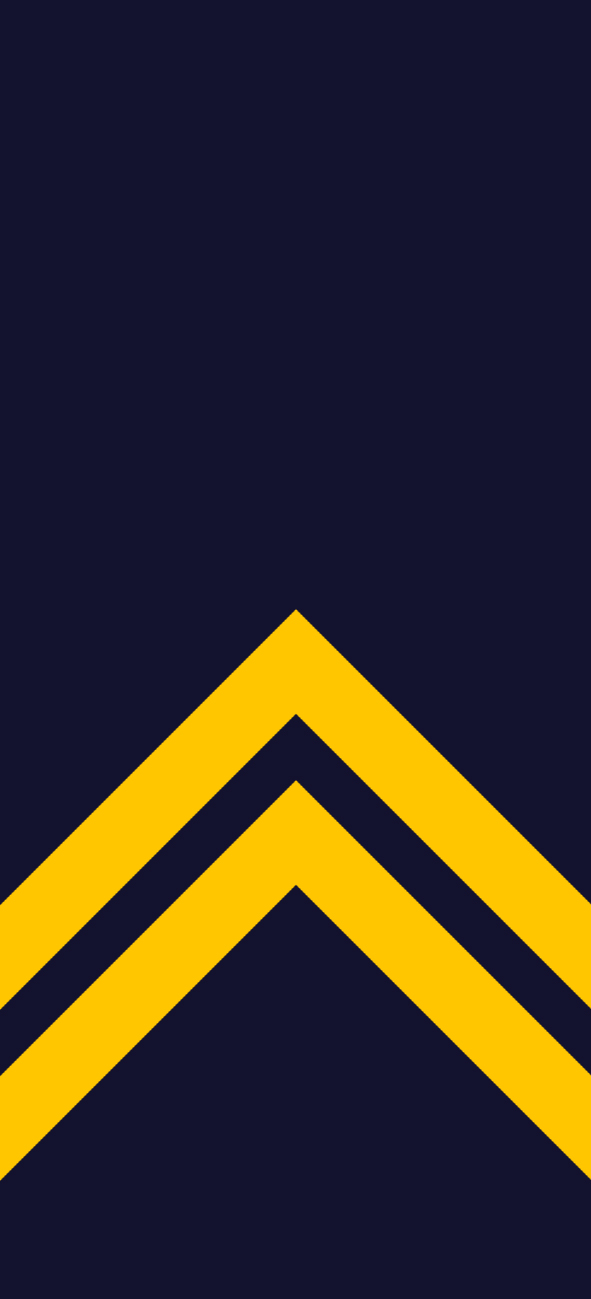
Flottan (fält/sjöstridsdräkt), utan yrkestecken
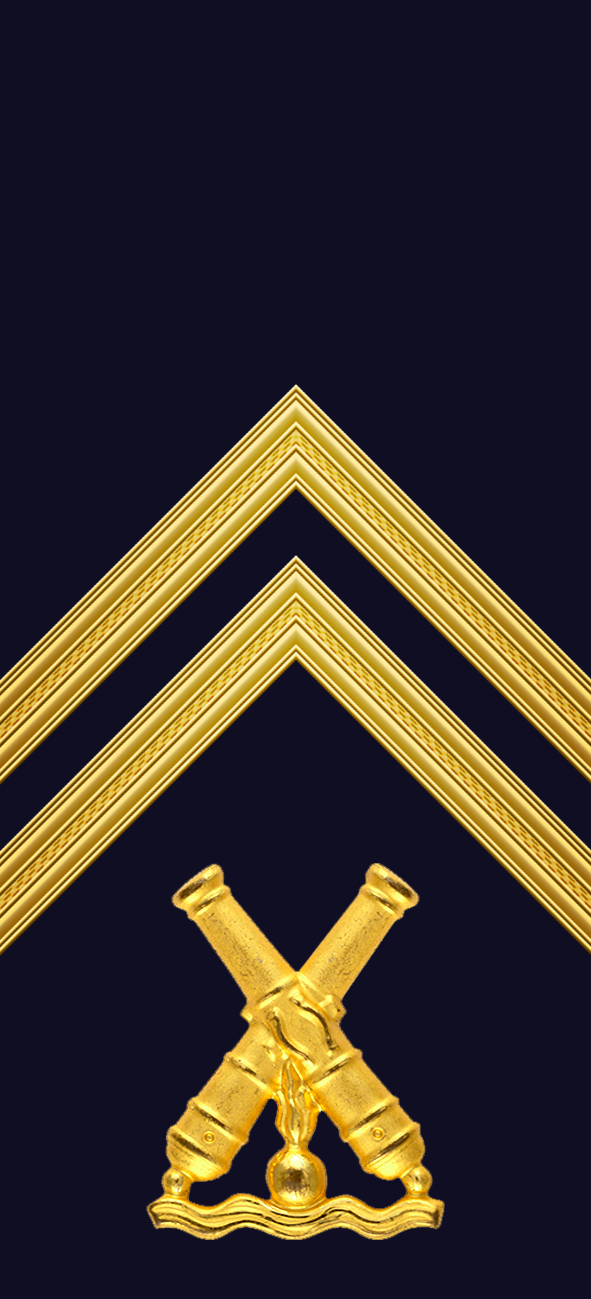
Amfibiekåren (uniform m/87)
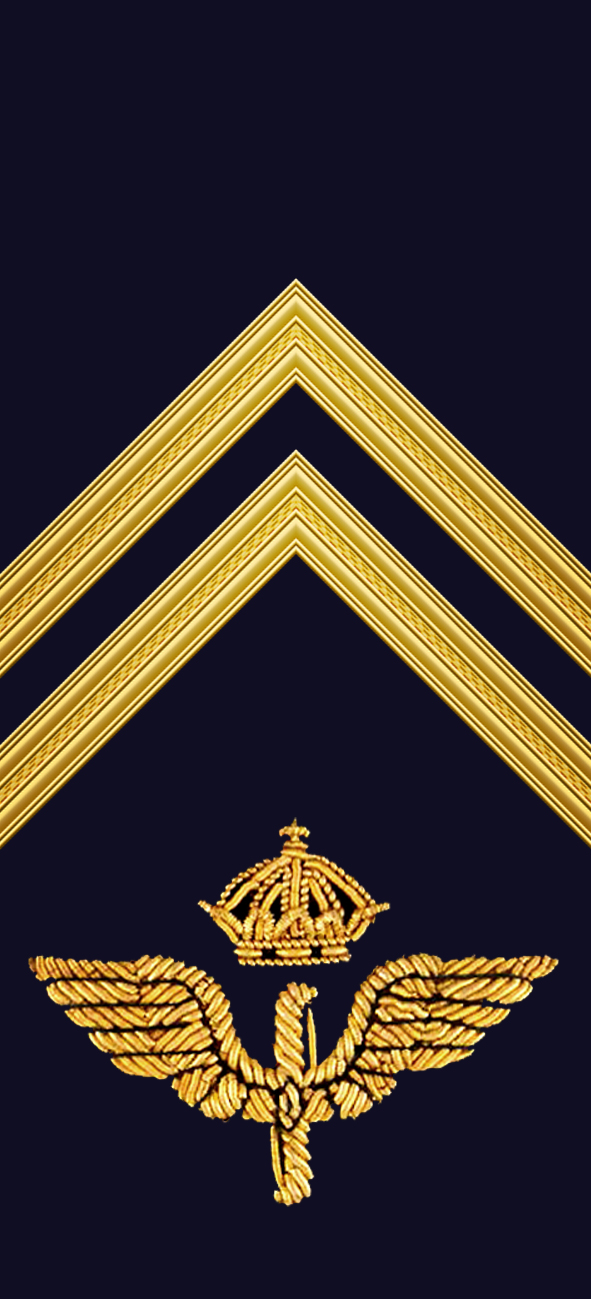
Flygvapnet (uniform m/87)
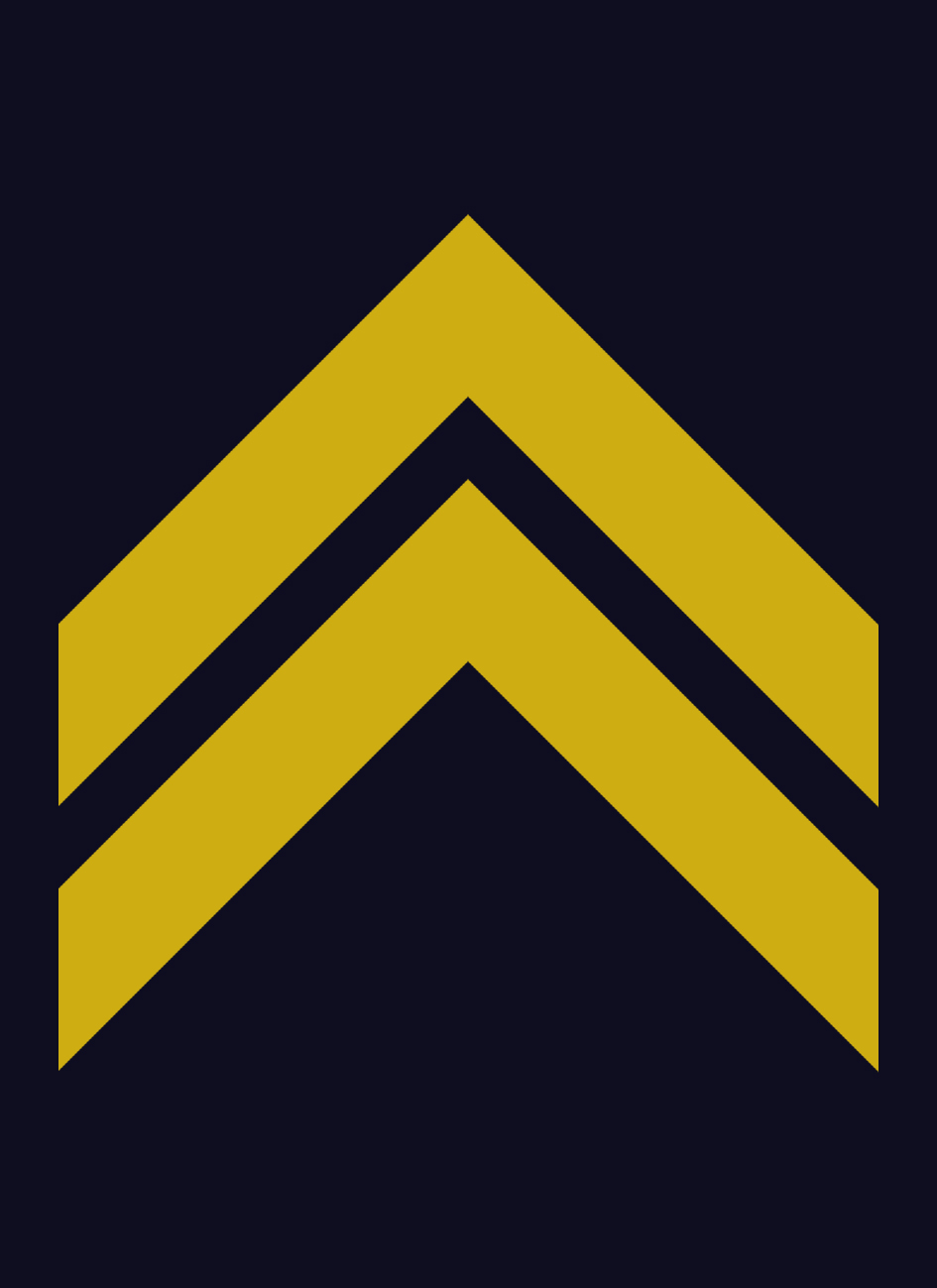
Flygvapnet (flygstridsdräkt)

## Historik

### Sverige och Finland under 1600- och tidiga 1700-talet
Korpral var ursprungligen en betydligt högre grad och under 1600- och 1700-talen normalt den högsta graden som kunde uppnås av indelta soldater. I den karolinska armén förde korpralen befäl över ett korpralskap på 24 man vilket var indelat i fyra rotar med 6 man vardera. Uniformerna var också ofta något mer påkostade än de för de meniga med broderade knapphål, galoner etc. Inom artilleriet användes titeln konstapel för denna grad.

### Svenskt 1800-tal
Före befälsreformen 1833/37 var korpral den lägsta underofficersgraden i kavalleriet. Genom reformen blev de tidigare kavallerikorpralerna sergeanter, medan korpral infördes som underbefälsgrad även vid kavalleriet.

### Svenskt 1900-tal
Före 1972 fanns även den lägre graden vicekorpral, som då motsvarade korpral. Korpral före 1972 var en gruppchef, dvs. motsvarande dagens Förste sergeant. 

### Gradbeteckningar fram till 2009
Gradbeteckningen för korpral har sedan 1800-talet fram till 2009 varit ett till två streck. 

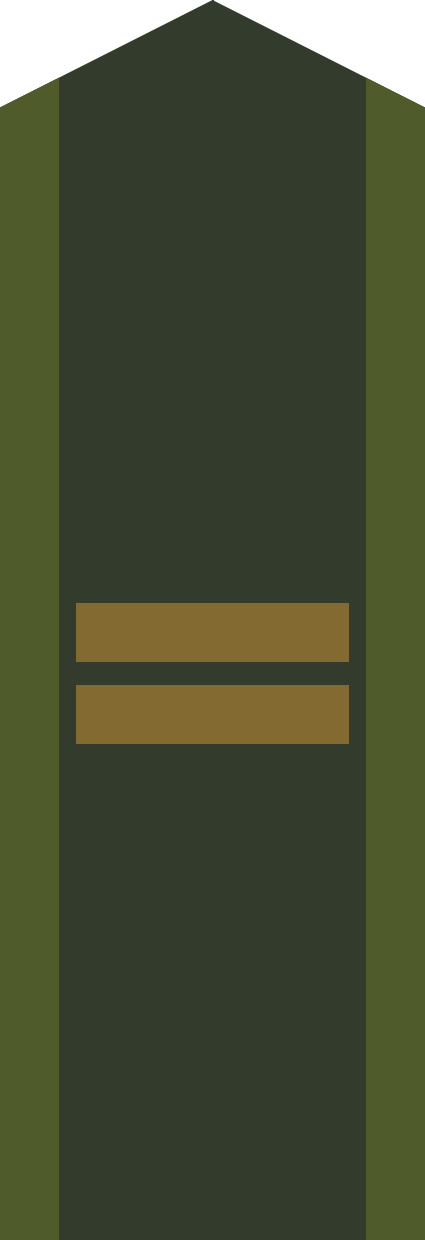
Armén (fältuniform)
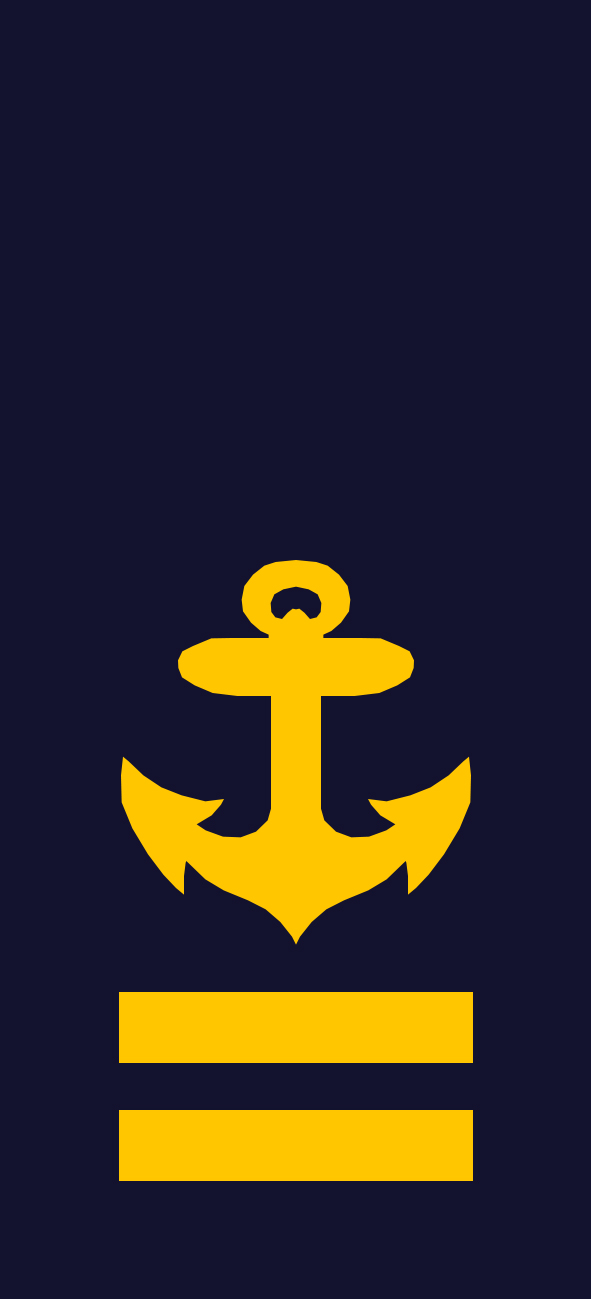
Flottan (fält/sjöstridsdräkt)
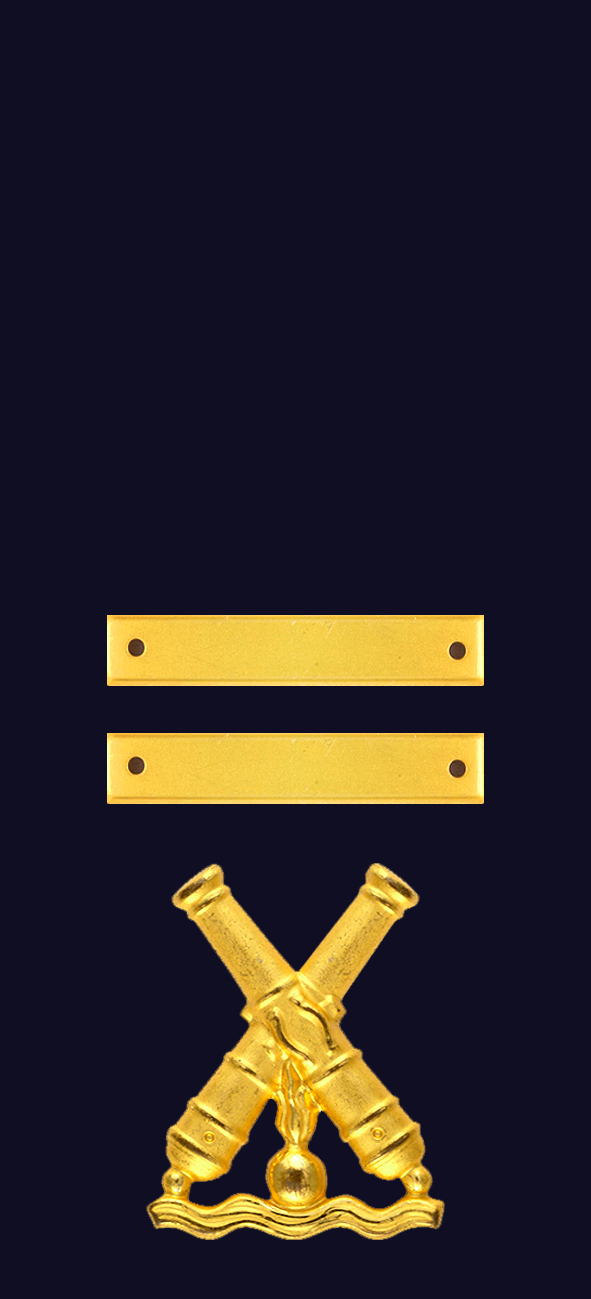
Amfibiekåren (uniform m/87)
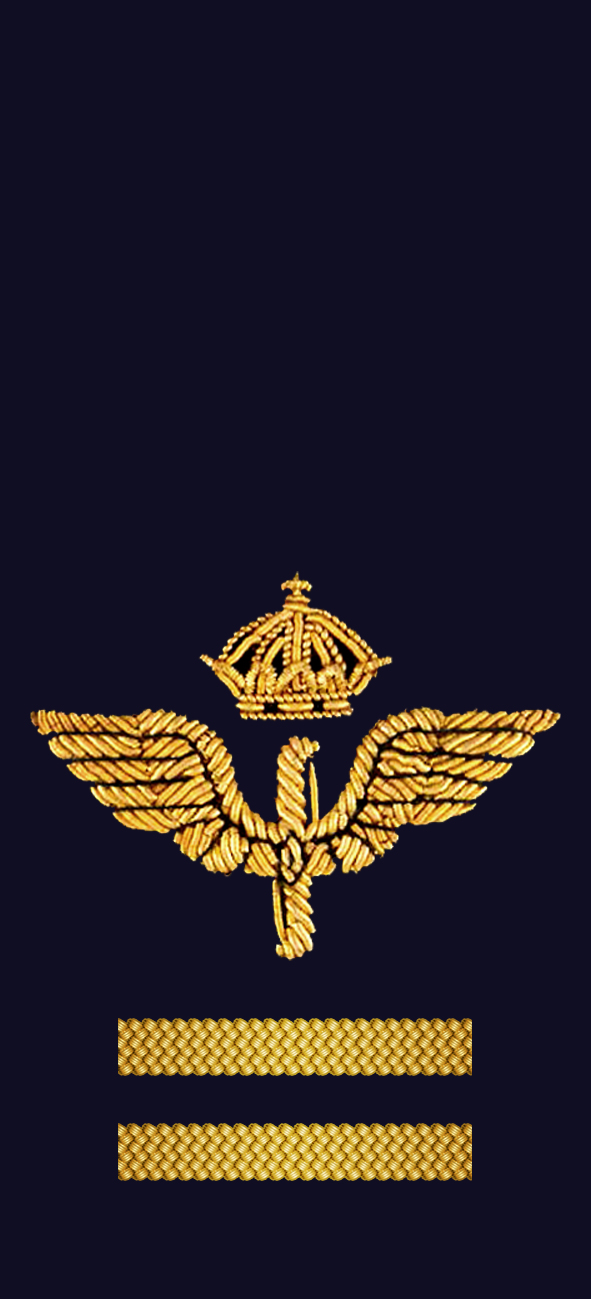
Flygvapnet (uniform m/87)